# يو إف سي 72
يو إف سي 72: النصر (بالإنجليزية: UFC 72: Victory)‏ هو حدث لفنون القتال المختلطة نظمته يو إف سي، أُقيم في 16 يونيو 2007، على أوديسي في بلفاست، أيرلندا الشمالية.